# Ámbar Díaz
Ámbar Díaz (née Ámbar Melina Díaz Arias le 6 juin 1983 à Caracas au Venezuela), est une actrice de nationalité vénézuélienne.

## Biographie
Ámbar Díaz est la fille de Carlos Díaz et de Melina Arias Amabar. Elle est née à Caracas et grandit dans la ville de Guatire.
Elle se marie le 18 août 2013 avec Asdrúbal Soto.

## Carrière
En 1997, elle décide de participer au casting de La Inolvidable à la télévision. Elle travaille pendant plus de dix ans pour RCTV en débutant dans la série pour adolescents Hoy te vi avec Chantal Baudaux et Sandy Olivares. Elle joue dans des succès comme La mujer de Judas, La soberana, Trapos íntimos, Toda una dama et Los misterios del amor.

## Filmographie

### Telenovelas
- 1998 : Hoy te vi : Josefina Serrano[2]
- 1999 : Mujer secreta : Yuraima
- 2000 : Hay amores que matan : María Solito
- 2001 : La soberana : Teresa Mesías, dite Teresita
- 2002 : Trapos íntimos : Sabrina
- 2002 : La mujer de Judas : Petunia López Redill
- 2003 : La Cuaima : Yamileth Cáceres Rovaina
- 2004 : Negra consentida : Estela Aristiguieta Marthan
- 2006 : Por todo lo alto : Dulce María Hidalgo[3]
- 2007 : Toda una dama (RCTV Internacional) : Deyanira[4]
- 2009 : Los misterios del amor (Venevisión) : Zuleyma[5]